# مؤسسه پژوهشی حکمت و فلسفه ایران
مؤسسهٔ پژوهشی حکمت و فلسفهٔ ایران یک مؤسسه پژوهشی دولتی در تهران است که در سال ۱۳۵۳ در زمینه فلسفه تأسیس شد.
در راستای تأمین نیازهای تحقیقاتی و پژوهشی کشور ایران در زمینهٔ فلسفه، حکمت و دانش‌های وابسته به آن‌ها تشکیل شده است. این مؤسسه به همین منظور هر هفته جلسات هفتگی آزاد با سخنرانی یکی از صاحب‌نظران در فلسفه و دانش‌های مرتبط در دفتر خود که به «خانهٔ حکمت و فلسفه» معروف است، برگزار می‌کند. این جلسات از شبکه ۴ سیمای جمهوری اسلامی پخش می‌شود. مستند «مشاهیر قومس» دربارهٔ غلامرضا اعوانی ساخته شده است.

## تاریخچه
مؤسسهٔ پژوهشی حکمت و فلسفهٔ ایران در مهرماه ۱۳۵۳ به صورت یک تشکل خصوصی با نام انجمن پادشاهی فلسفه پایه‌گذاری شد. پایه‌گذار آن سید حسین نصر بود که به تشویق ریموند کلیبانسکی، رئیس وقت مؤسسهٔ بین‌المللی فلسفه در فرانسه، این مؤسسه را با نام اولیه «انجمن شاهنشاهی حکمت و فلسفهٔ ایران» به منظور معرفی نوشته‌ها و پژوهش‌های انجام شده در زمینهٔ فلسفه و عرفان در ایرانِ پیش و پس از اسلام و برای آشنا ساختن ایرانیان با مکتب‌های فکری فلسفه غربی و شرقی بنیان گذاشت. پس از انقلاب ۱۳۵۷ ایران تا سال ۱۳۶۱ فعالیت‌های انجمن متوقف شد. در سال ۱۳۶۳، انجمن حکمت و فلسفهٔ ایران و ۱۲ مؤسسهٔ دیگر زیر نظر وزارت علوم و مؤسسهٔ مطالعات فرهنگی (پژوهشگاه علوم انسانی و مطالعات فرهنگی کنونی) قرار گرفت. در آذر ماه ۱۳۷۷ انجمن به‌طور رسمی ثبت شد و در سال ۸۰ به «مؤسسهٔ پژوهشی حکمت و فلسفه ایران» تغییر نام داد. این مؤسسه که پیش از این در قالب دو پژوهشکده «حکمت و ادیان» و «تاریخ و فلسفهٔ علم» فعالیت می‌کرد که بر اساس مصوبهٔ شورای گسترش آموزش عالی در خردادماه ۱۳۸۰ در ساختار جدید به فعالیت خود ادامه می‌دهد.

## نگارخانه

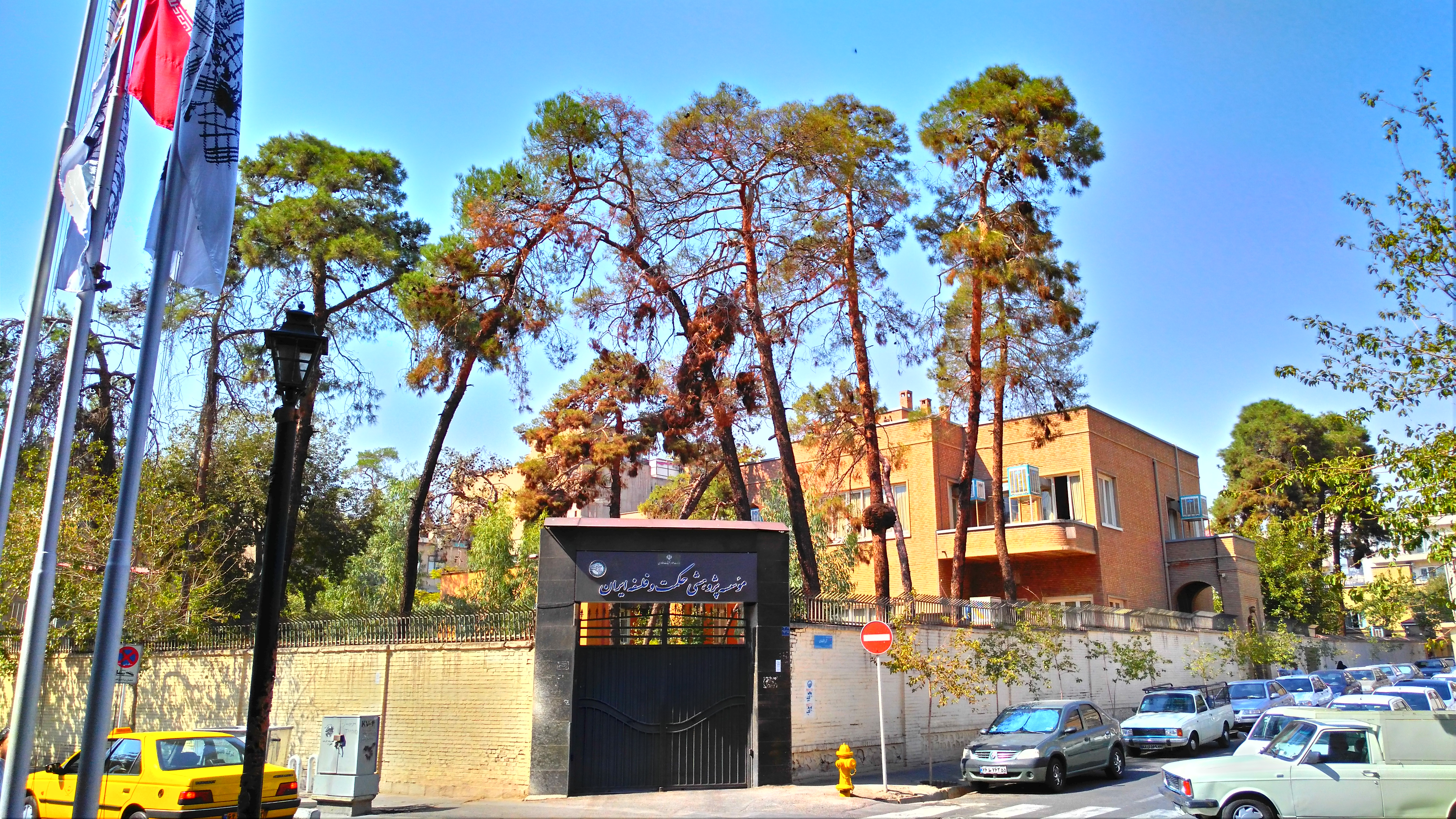
درب ورودی انجمن
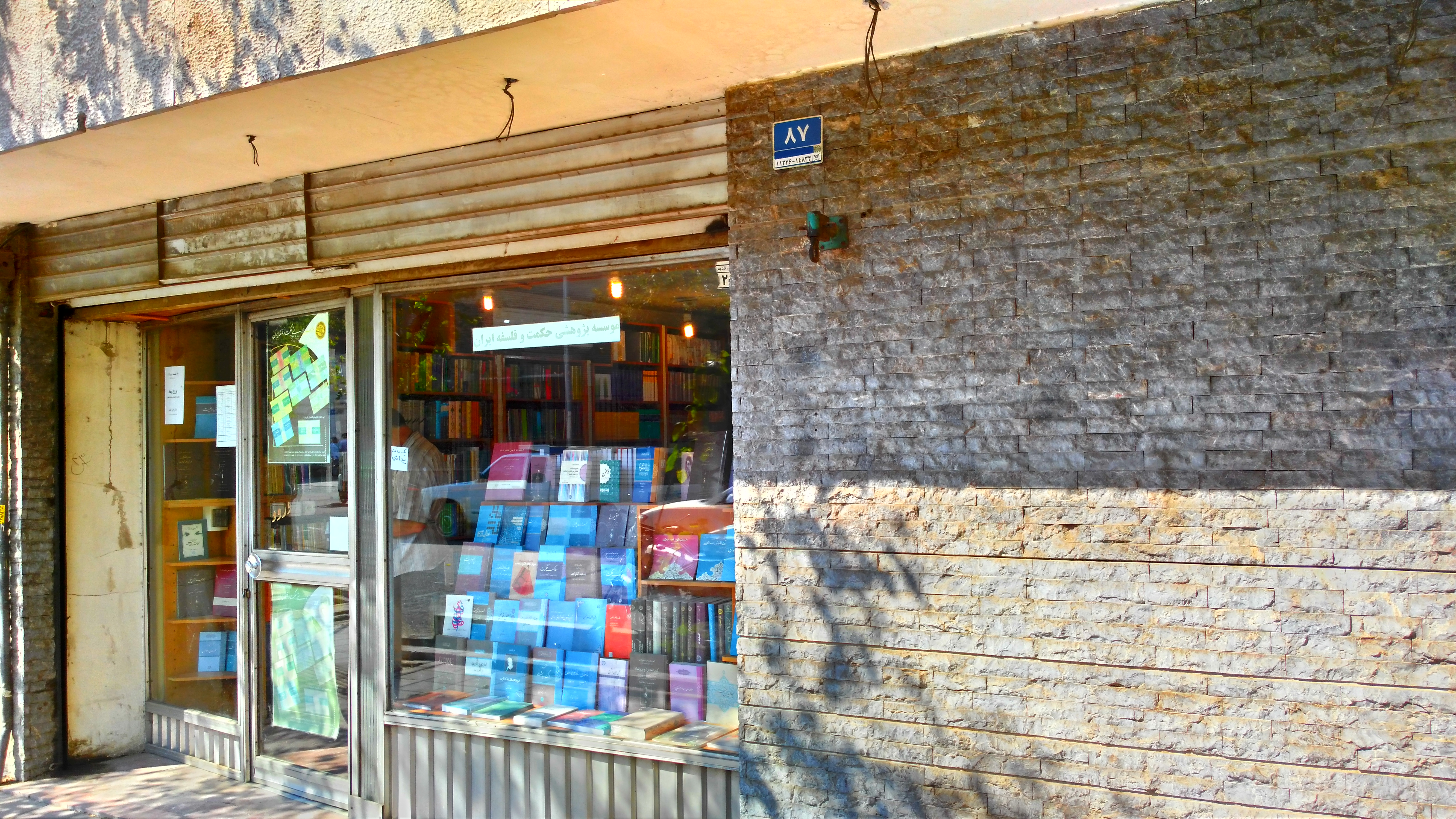
کتاب‌فروشی انجمن
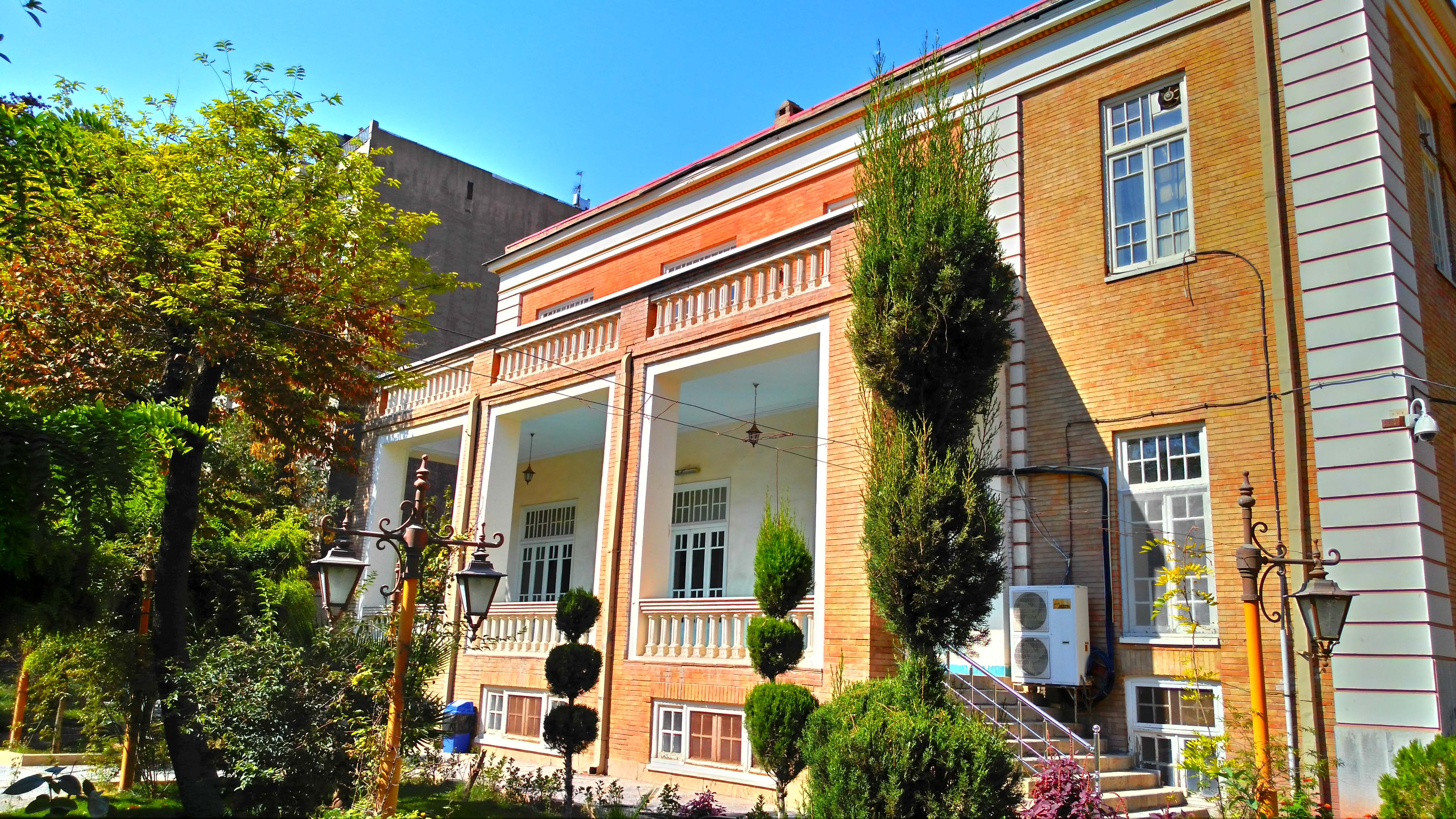
ایوان اصلی
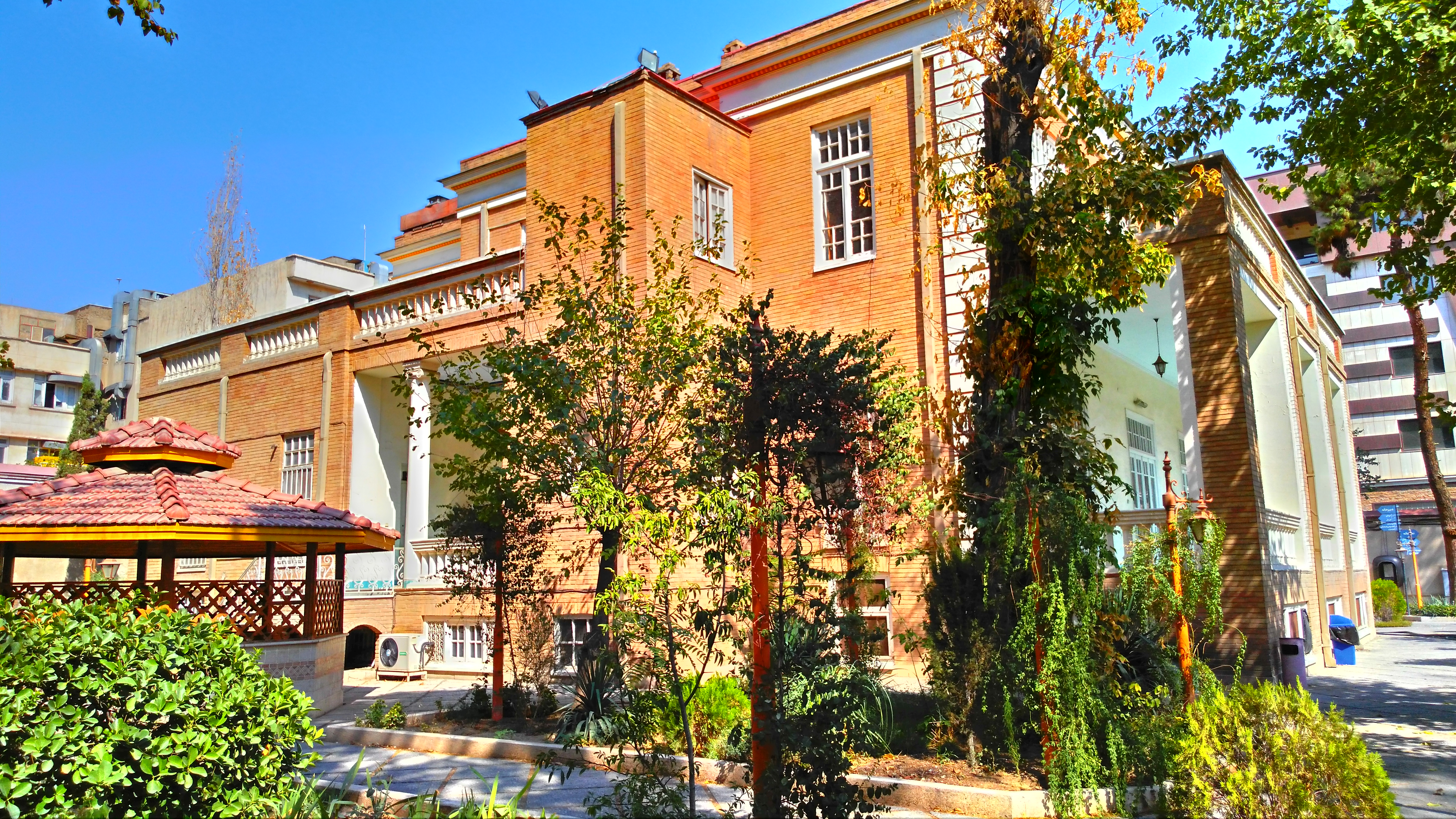
آلاچیق
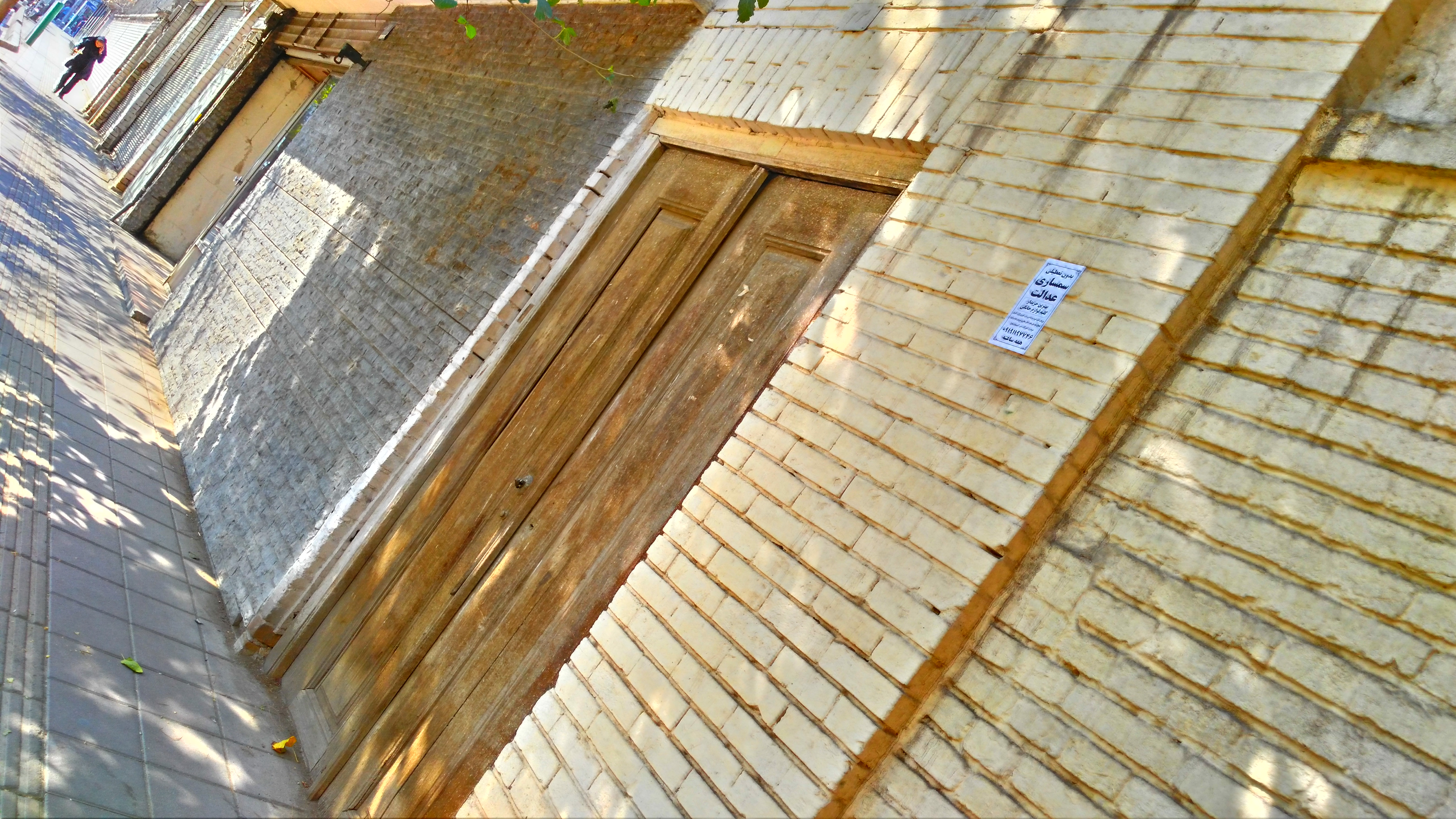
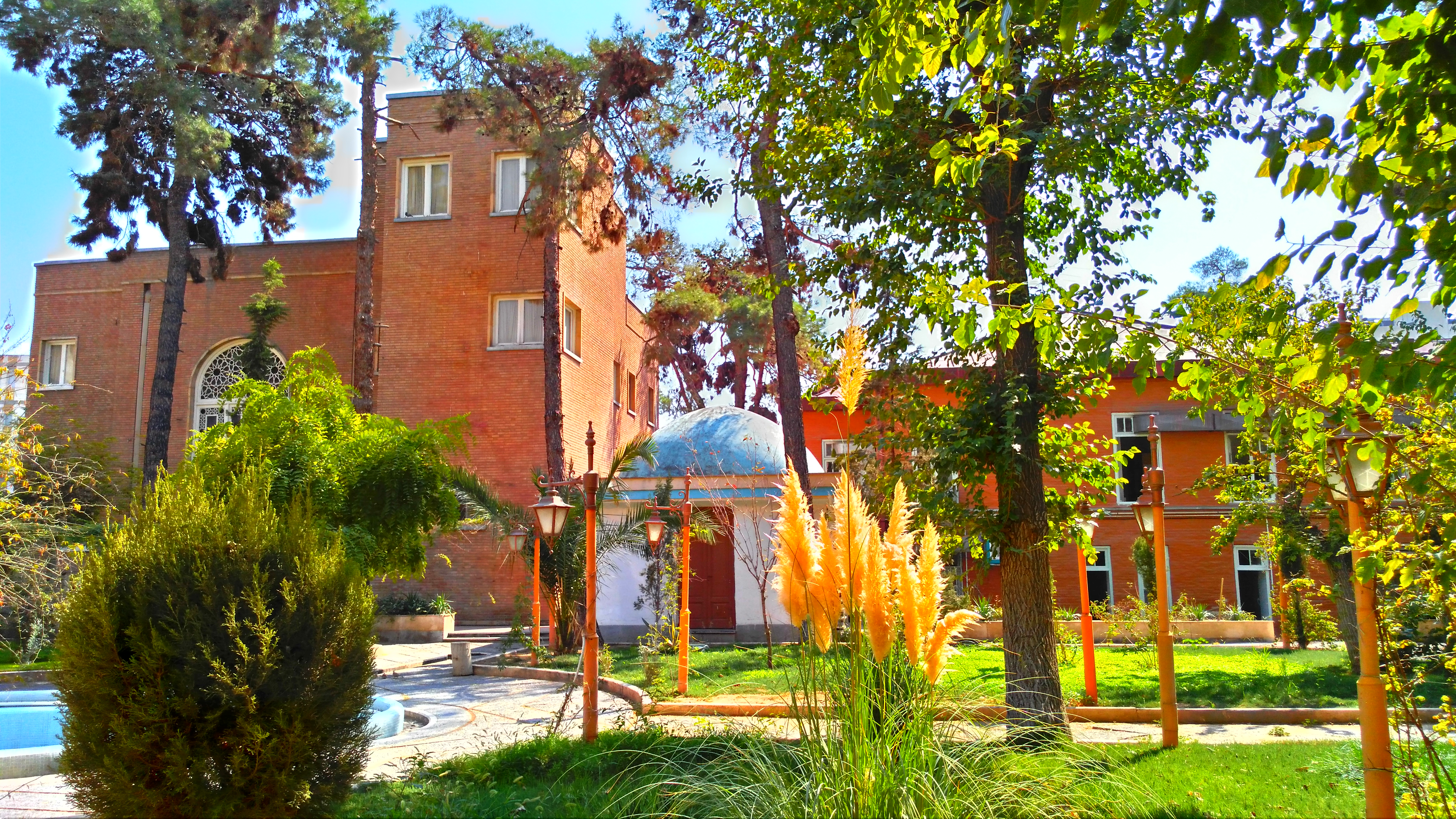
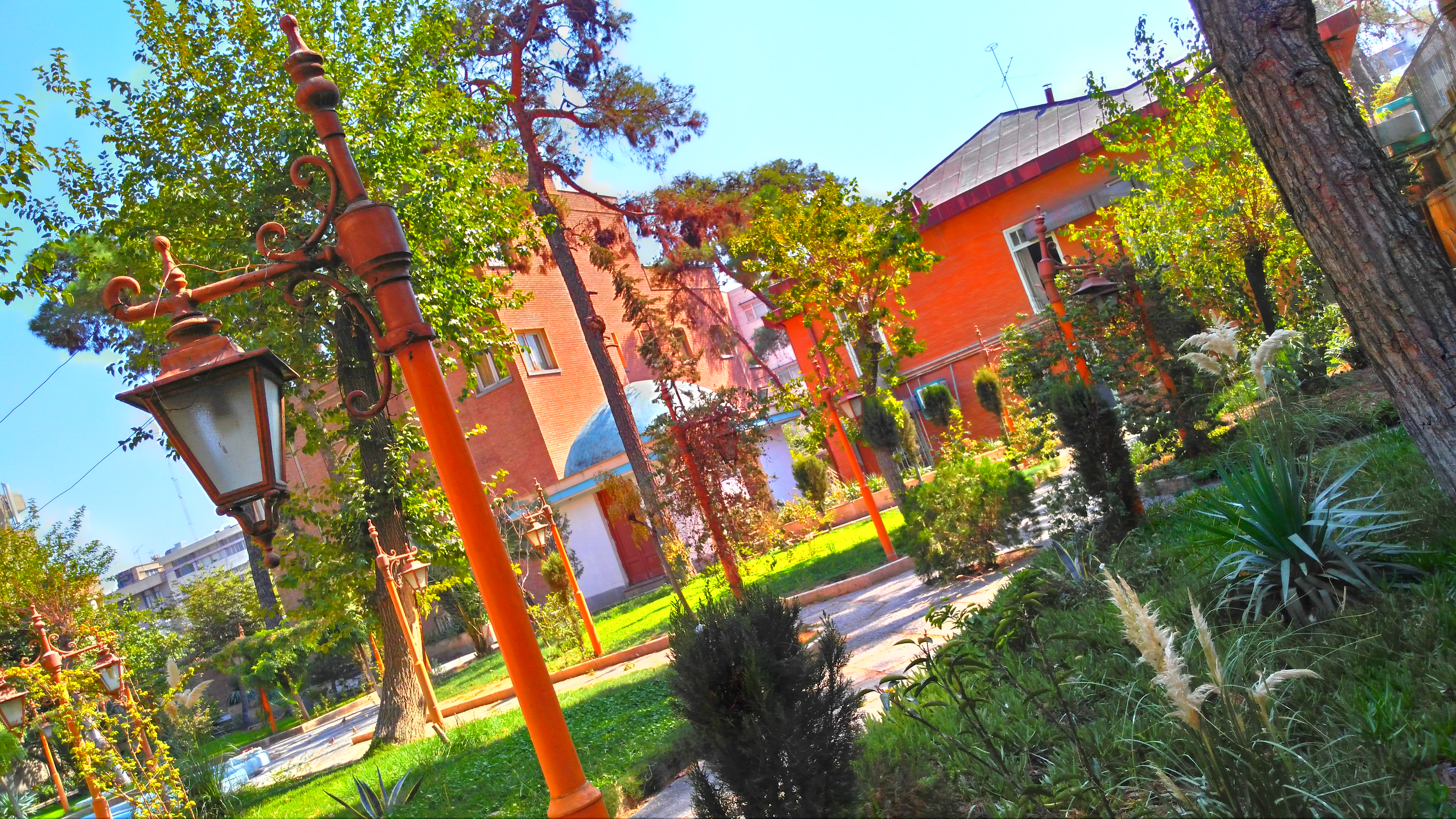

## فعالیت‌ها
فعالیت‌های مؤسسه در شش حوزه تعریف شده‌اند:
- فلسفهٔ غرب
- فلسفهٔ اسلامی
- کلام
- مطالعات علم
- ادیان و عرفان
- منطق

### همایش‌ها
این مؤسسه تاکنون برگزارکننده چند همایش ملی و بین‌المللی در زمینه موضوعات مختلف فلسفی بوده است:
- همایش بین‌المللی کانت در سال ۱۳۸۳[۷]
- همایش بین‌المللی مولانا در سال ۱۳۸۶[۸]
- همایش غزالی در سال ۱۳۸۷[۹]
- همایش بین‌المللی فلسفه‌اسلامی و چالش‌های جهان امروز در سال ۱۳۸۸[۱۰]
- همایش ملی سالانه خواجه نصیرالدین طوسی[۱۱]
- دومین همایش بین‌المللی کانت و جهان معاصر در سال ۱۴۰۳[۱۲]

### کتابشناسی
مؤسسهٔ پژوهشی حکمت و فلسفهٔ ایران در کنار انتشار مجله جاویدان خرد، ناشر کتاب‌های متعددی در زمینه فلسفه نیز بوده است که از آن جمله‌اند:
- یهودیت: بررسی تاریخی (اپستاین، ۱۳۸۸)
- یادی از هانری کربن (پازوکی، ۱۳۸۲)
- وجود روابط مستقل در فلسفه اسلامی (ابرهیمی‌دینانی و اسماعیلی، ۱۳۸۳)
- مولانا و دین (اعوانی، ۱۳۸۶)
- مولانا و جهان معاصر (اعوانی، ۱۳۸۶)
- کاوش‌های عقل نظری (حائری‌یزدی، ۱۳۸۴)
- کاست‌ها و نژادها (شوان، ۱۳۸۸)
- قرائت تأملات دکارت (برکن، ۱۳۸۹)
- عام و خاص در اخلاق (دباغ، ۱۳۸۸)
- روابط حکمت اشراق و فلسفه ایران باستان  (کربن، ۱۳۸۵)
- درآمدی بر اندبشه لویناس  (دیویس، ۱۳۸۶)
- معنویت در ادیان ابراهیمی (غفاری، ۱۳۹۷)
- معنویت و دین، بررسی ادله ناسازگارگرایان (غفاری، ۱۳۹۷)
- تقرب به خداوند در اسلام و مسیحیت (علیخانی، ۱۳۹۷)
- اعتبار معرفت شناختی خبر واحد در عقاید و علوم انسانی (محمدی، ۱۳۹۷)
- نظریه معرفت کیث لرر، ترجمه، تحقیق و نقد (عبداللهی، ۱۳۹۶)

و ده‌ها عنوان کتاب ترجمه و تألیف دیگر.

### دیگر فعالیت‌ها
در ۳ فروردین‌ماه سال ۱۳۹۱، مؤسسهٔ پژوهشی حکمت و فلسفهٔ ایران با انجمن فلسفی گرجستان تفاهمنامهٔ همکاری علمی امضا کرد. این جلسه با حضور مجید صابر، سفیر جمهوری اسلامی ایران در گرجستان، و به منظور همکاری بیشتر در زمینه‌های علمی و پژوهشی انجام گرفت.
در ۳ تیر ۱۳۹۱ نشست یک روزه‌ای با عنوان ذهن، منطق و محاسبه به مناسبت یک صدمین سالروز تولد آلن تورینگ در محل مؤسسه برگزار شد.

## ریاست مؤسسه
از زمان تأسیس، به ترتیب سید حسین نصر (۱۳۵۷–۱۳۵۳)، مهدی چهل‌تنی (۱۳۶۱–۱۳۵۷)، مسعود مقدس (۱۳۶۴–۱۳۶۱)، غلامرضا اعوانی (۱۳۹۰–۱۳۶۴) ریاست این انجمن را به عهده داشته‌اند. غلامرضا اعوانی رئیس پیشین مؤسسه بود که در مردادماه ۱۳۹۰ به دستور وزیر علوم، تحقیقات و فناوری وقت، کامران دانشجو، برکنار و عبدالحسین خسروپناه (۱۳۹۷–۱۳۹۰) به جای وی منصوب شد. در ۲۴ دیماه ۱۳۹۷ و با حکم منصور غلامی، وزیر علوم، تحقیقات و فناوری وقت، غلامرضا ذکیانی (۱۴۰۰–۱۳۹۷) به ریاست مؤسسه منصوب شد.رؤسای بعدی مؤسسه به ترتیب، احمدحسین شریفی (۱۴۰۱–۱۴۰۰) و عسگر دیرباز (۱۴۰۱–۱۴۰۳) و حسین واله (۱۴۰۳-اکنون) هستند.

## اعضا
اعضای هیئت مؤسس انجمن عبارتند از:
- سید محمد خامنه‌ای
- سید مصطفی محقق داماد
- احمد احمدی
- غلامرضا اعوانی
- رضا داوری اردکانی
- غلامحسین ابراهیمی دینانی
- محمدجواد لاریجانی
- غلامعلی حداد عادل
- نصرالله پورجوادی

### هیئت علمی
- شهرام پازوکی

### اعضای بازنشسته
- شاپور اعتماد
- حسین معصومی همدانی
- علی افضلی
- بهمن پازوکی
- ضیاء موحد
- فاطمه خونساری

در میان اعضای هیئت علمی انجمن، وجود نام دو نفر (محسن کدیور، سروش دباغ) اعتراض‌هایی را از سوی رسانه‌های نزدیک به جمهوری اسلامی در پی داشت. کدیور در ارتباط با پیامدهای انتخابات سال ۱۳۸۸ ریاست جمهوری ایران با رأی کمیته انضباطی از فهرست اعضای هیئت علمی انجمن خارج شد. سروش دباغ نیز در دی ماه ۱۳۹۱ به دلیل غیبت غیر موجه از این مؤسسه اخراج و در نامه‌ای سرگشاده ماجرای این اخراج را شرح داد.